# BI-Hochschultaschenbücher
Die B·I-Hochschultaschenbücher (ISSN 0521-9582) (abgekürzt auch: B·I·) waren eine umfangreiche, wissenschaftliche Lehrbuchreihe (Fachgebiete Mathematik, Physik, Ingenieurwissenschaften, später auch Informatik) des Bibliographischen Institutes zu Zeiten aus Leipzig. Sie umfasste von ca. 1958 bis 1994 mehr als 500 Bücher, darunter viele Übersetzungen von bekannten Werken, wie z. B. Einführung in die Kernphysik von Eisenbud/Wigner oder Physikalische Prinzipien der Quantentheorie von Werner Heisenberg.

## Ausgaben

### Die Taschenbücher der reinen Wissenschaft
1. Heisenberg Physikalische Prinzipien der Quantentheorie
2. 2/2a Wegener Der Mößbauereffekt und seine Anwendungen in Physik und Chemie
3. Weizel Einführung in die Physik I
4. Weizel Einführung in die Physik II
5. Weizel Einführung in die Physik III
6. Schulten/Güth Reaktorphysik I
7. 8/8a Becker Einführung in die Astronomie - Methoden und Ergebnisse
8. 9/9a Süßmann Einführung in die Quantenmechanik I
9. Schulten/Güth Reaktorphysik II
10. Teichmann Einführung in die Atomphysik
11. Rottmann Mathematische Formelsammlung
12. 14/14a Rottmann Mathematische Funktionstafeln
13. 15/15a Peschl Analytische Geometrie und lineare Algebra
14. Eisenbud/Wigner Einführung in die Kernphysik
15. 17/17a Rottmann Siebenstellige dekadische Logarithmen
16. 18/18a de Groot Thermodynamik irreversibler Prozesse
17. Erwe Gewöhnliche Differentialgleichungen
18. 20/a/b Schurig/Götz/Schaifers Himmelsatlas
19. Teichmann Halbleiter
20. 22/22a Kaiser Chromatographie in der Gasphase I
21. 23/23a* Kaiser Chromatographie in der Gasphase II
22. 24/24a Kaiser Chromatographie in der Gasphase III
23. Lorenzen Metamathematik
24. 26/a/b Rottmann Siebenstellige dekadische Logarithmen der trigonometrischen Funktionen
25. 27/27a Staude Photochemie
26. Weizel Physikalische Formelsammlung I
27. Billet Grundlagen der thermischen Flüssigkeitszerlegung
28. 30/30a Erwe Differential- und Integralrechnung I
29. 31/31a Erwe Differential- und Integralrechnung II
30. Scherrer/Stoll Physikalische Übungsaufgaben I
31. Scherrer/Stoll Physikalische Übungsaufgaben II
32. Scherrer/Stoll Physikalische Übungsaufgaben III
33. Meschkowski Unendliche Reihen
34. Weizel Physikalische Formelsammlung II
35. 37/37a Weizel Physikalische Formelsammlung III
36. 38/38a Gericke Theorie der Verbände
37. 39/39a Teichmann Physikalische Anwendungen der Vektor- und Tensorrechnung
38. 40/40a Bohrmann Bahnen künstlicher Satelliten
39. 41/41a Leinfellner Einführung in die Erkenntnis- und Wissenschaftstheorie
40. 42/42a Hengst Einführung in die math. Statistik und ihre Anwendung
41. Preuß Quantentheoretische Chemie I
42. 44/44a Preuß Quantentheoretische Chemie II
43. 45/45a Preuß Quantentheoretische Chemie III
44. 49* Müller, D. Programmierung elektronischer Rechenanlagen
45. 50/50a Mittelstaedt Philosophische Probleme der modernen Physik
46. Meschkowski Reihenentwicklungen in der math. Physik
47. 52/52a Thouless Quantenmechanik der Vielteilchensysteme
48. 53/53a Edmonds Drehimpulse in der Quantenmechanik
49. 54* Sneddon Spezielle Funktionen der math. Physik und Chemie
50. 55/55a Uhde Spezielle Funktionen der math. Physik, Tafeln I
51. 56/56a Schmidt, J. Mengenlehre I
52. 57/57a Müller, R. Astronomische Begriffe
53. 58/58a Chintschin Math. Grundlagen der statistischen Mechanik
54. Laugwitz Ingenieurmathematik I
55. Laugwitz Ingenieurmathematik II
56. Laugwitz Ingenieurmathematik III
57. 62/62a Laugwitz Ingenieurmathematik IV
58. 63/63a* Preßler Regelungstechnik I — Grundelemente
59. 67* Ince Die Integration gewöhnl. Differentialgleichungen
60. Huang Statistische Mechanik I
61. Huang Statistische Mechanik II
62. Huang Statistische Mechanik III
63. 71/71a Wilk Organische Chemie
64. 74* Lynton Supraleitung
65. 75/75a Meschkowski Einführung in die moderne Mathematik
66. 76/76a Uhde Spezielle Funktionen der math. Physik, Tafeln II
67. 77* Lichnerowicz Einführung in die Tensoranalysis
68. 78/78a Laugwitz Abriß der Funktionentheorie
69. 79/79a Mollwo/Kaule Maser und Laser
70. 81/81a* MacFarlane Analyse technischer Systeme
71. 82/82a Unger/Pflaumann Funktionalanalysis I
72. Billet Verdampfertechnik
73. 86/86a Schmidt, M. Anorganische Chemie I
74. Noble Numerisches Rechnen I
75. Gröbner/Lesky Mathematische Methoden der Physik I
76. 90/90a Gröbner/Lesky Mathematische Methoden der Physik II
77. Tropper Matrizenrechnung in der Elektrotechnik
78. 92/92a Kaiser Chromatographie der Gasphase IV
79. Laugwitz Ingenieurmathematik V
80. 95/95a Laugwitz/Schmieden Aufgaben zur Ingenieurmathematik
81. 96/96a Wunderlich, W. Darstellende Geometrie I
82. 97/97a Behrens Algebren
83. 98/98a* Bjorken/Drell Relativistische Quantenmechanik
84. 99/99a Meschkowski Mathematisches Begriffswörterbuch
85. 100/a/b Källén Elementarteilchenphysik
86. 101/101a* Bjorken/Drell Relativistische Quantenfeldtheorie
87. 103/103a Gröbner Matrizenrechnung
88. 105/105a Meschkowski Grundlagen der euklidischen Geometrie
89. 107/107a Giese Weltraumforschung I
90. 111* Lüscher Experimentalphysik I, 1. Teil
91. Cartan Elementare Theorie der analytischen Funktionen einer oder mehrerer komplexen Veränderlichen
92. 113/113a Rottmann  Winkelfunktionen und logarithmische Funktionen
93. 114* Lüscher Experimentalphysik I, 2. Teil
94. 115/115a Lüscher Experimentalphysik II

Die laufenden Zahlen werden ab hier in Aufzählungszeichen dargestellt, da große Abstände zwischen den Publikationen bestehen.
- 122/122a Berz Verallgemeinerte Funktionen und Operatoren
- 123/123a Lenz Nichteuklidische Geometrie
- 124/124a Czerwenka/Schnell Einführung in die Rechenmethoden des Leichtbaus
- 127/127a Zimmermann Astronomische Übungsaufgaben
- 131/131a Peschl Funktionentheorie I
- 133/133 a Wunderlich, W.  Darstellende Geometrie II
- 136/136a Weyl Algebraische Zahlentheorie
- 137* Siegel Transzendente Zahlen
- 1939 Lighthill Einführung in die Theorie der Fourieranalysis und der verallgemeinerten Funktionen
- 143/143a Bucerius/Schneider Himmelsmechanik I
- 144/144a Bucerius/Schneider Himmelsmechanik II
- 146/146a Patterson/Rutherford Einführung in die abstrakte Algebra
- 155* und 156* Luchner Aufgaben und Lösungen zur Experimentalphysik l,ll
- 163/163a Lipkin  Anwendung von Lieschen Gruppen in der Physik
- 164/164a Robertson Topologische Vektorräume
- 165/165a Leis Partielle Differentialgleichungen zweiter Ordnung
- 182 und 183, Bosse Grundlagen der Elektrotechnik I, II
- 194* La Salle/Lefschetz Stabilitätstheorie von Ljapunow - Die direkte Methode der Anwendung
- 197/197a Klingbeil Tensorrechnung für Ingenieure
- 198/198a Prassler/Prieß Aufgabensammlung zur Starkstromtechnik
- 200/200a* Hund Geschichte der Quantentheorie
- 203/203a* Baumgärtner/Schuck Kernmodelle
- 227/227a Kamlah/Lorenzen Logische Propädeutik oder Vorschule des vernünftigen Redens
- 233/233a Eder Elektrodynamik
- 250/250a* Murrell Elektronenspektren organischer Moleküle
- 261* Billet Optimierung in der Rektifiziertechnik
- 262/262a Hardtwig Fehler- und Ausgleichsrechnung
- 285/285a Meschkowski Wahrscheinlichkeitsrechnung
- 300/300a* Denzel Dampf- und Wasserkraftwerke
- 320a-e Bundke 12stellige Tafeln der Legendre-Polynome (19,— DM)
- 327 Ganssen Grundsätze der Bodenbildung
- 333/a/b Hirschberg Völkerkunde Afrikas
- 337/337a Herrmann Völkerkunde Australiens
- 338a/b Hirschberg/Janata Technologie und Ergologie in der Völkerkunde
- 339/a/b Wunderlich, H.-G. Wesen und Ursachen der Gebirgsbildung
- 356/356a* Manshard Agrargeographie der Tropen
- 402/402a Valentine Konvexe Mengen

### B·I-Hochschulskripten
- 801* Süßmann Theoretische Mechanik I
- 802/802 a* Gröbner Contributions to the Method of Lie Series
- 803/803 a Schmidt, J. Allgemeine Algebra I
- 804* Müller/Streker Fortran IV - Programmieranleitung
- 808/808 a Brosowski Nichtlineare Tschebyscheff-Approximatron

#### In Vorbereitung (Stand 1968)
- 108/108a Weh Einführung in die Theorie elektrischer Maschinen
- 145/145a Steward/Neumann Das Leben der Pflanzen
- 150/150a Schmidt, M. Anorganische Chemie II
- 170/170a und 171/171 Bensch/Fleck Neutronenphysikalisches Praktikum I, II
- 189a/b Lippmann Schwingungslehre
- 196/196a Böhm Einführung in die Metallkunde
- 205/205a Pestel Technische Mechanik III
- 264/264a Eder Quantenmechanik I
- 273/273a Gröbner Algebraische Geometrie
- 290/290a Laidler Reaktionskinetik (homogene Gasreakfion)
- 298* Becker Geschichte der Astronomie
- 330/330a Czajka Länderkunde Südamerikas I
- 340/340a und 341/341a Wunderlich, H.-G. Einführung in die Geologie 1. und 2. Teil
- 354/354a Ganssen Trockengebiete
- 357/357a* Schaarschmidt Einführung in die Paläobotanik
- 358/358a* Gierloff-Emden/Schroeder-Lanz Luftbildauswertung
- 401/401a* Feynman Quantenelektrodynamik
- 411/411a Höcker/Emendörfer Theorie der Kernreaktoren I
- 413/413a Kropp Vorlesungen über Geschichte der Mathematik
- 428/428a Seiler Abbildung von Oberflächen mit Elektronen, Ionen und Röntgenstrahlen
- 809/809a Neumann Biochemisches Praktikum
- 810a/b Heesch Untersuchungen zum Vierfarbenproblem